# Chapelle de la Genouillade
La chapelle de la Genouillade, à Arles, est l'une des plus anciennes chapelles du département des Bouches du Rhône. Elle faisait initialement partie de la nécropole des Alyscamps dont elle fut séparée d'abord par le percement du canal de Craponne puis, plus tard et plus radicalement, par la trouée des ateliers S.N.C.F.

## Situation, Accès
La chapelle de la Genouillade est située au début de la route de la Crau, surplombant les anciens ateliers SNCF, à droite en venant du centre ville d'Arles, en direction de Pont-de-Crau, à gauche de l'entrée de la cité Yvan Audouard, un peu avant la léproserie Saint-Lazare de la Genouillade. sise au chemin des Minimes.

## Histoire
Selon la légende, en débarquant en Provence, avec les 3 Marie aux Saintes-Maries-de-La-Mer, Saint-Trophime, futur évêque d'Arles, apporta dans ses bagages, en relique, la tête d'Étienne, son cousin. Son premier geste en tant qu’évêque d'Arles fut de consacrer une partie du cimetière romain des Alyscamps, pour les sépultures chrétiennes. Plusieurs disciples et dignitaires catholiques furent présents. C'est alors, toujours d'après la légende, que le Christ s'agenouilla sur une pierre, et y laissa son empreinte. 
Cette légende donna son nom à la chapelle édifiée à cet emplacement, la dite pierre lui servant d'autel.
La chapelle est classée au titre des monuments historiques, depuis le 20 février 1942, après l'annulation d'un arrêté d'inscrition du 5 juillet 1927.